# Amphiroa cumingii
Amphiroa cumingii Montagne, 1844  é o nome botânico  de uma espécie de algas vermelhas pluricelulares do gênero Amphiroa.
- São algas marinhas encontradas na Filipinas.

## Sinonímia
Não apresenta sinônimos.